# Stictoptera poliata
Stictoptera poliata är en fjärilsart som beskrevs av Swinhoe 1917. Stictoptera poliata ingår i släktet Stictoptera och familjen nattflyn. Inga underarter finns listade i Catalogue of Life.